# Friedrich Boser

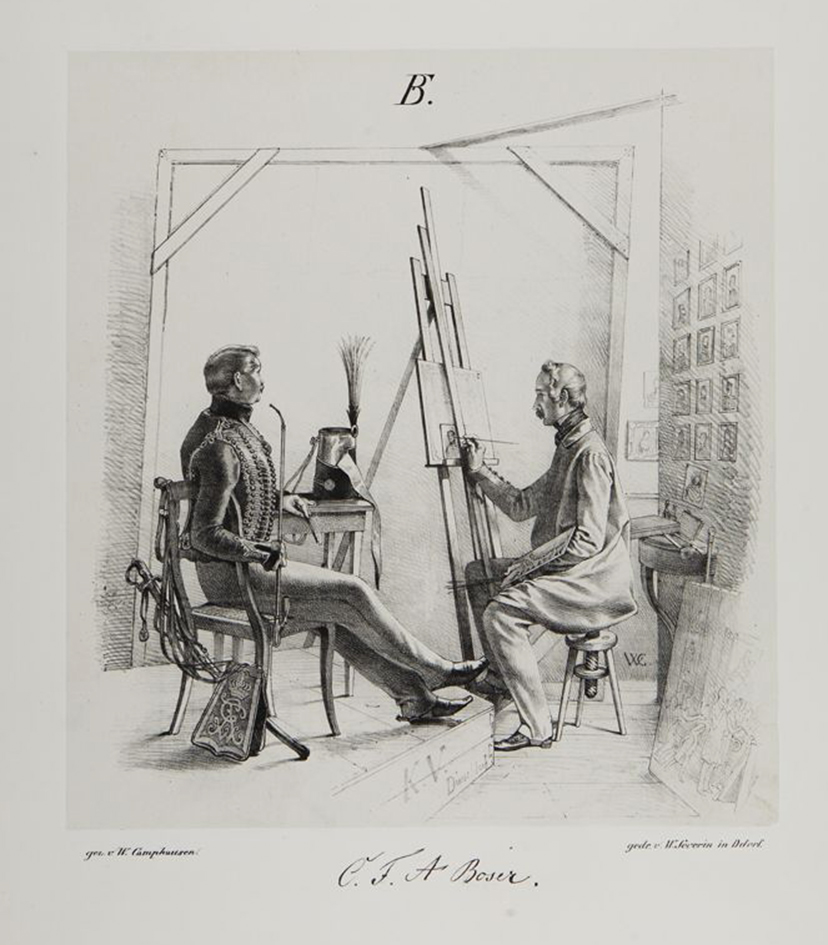
Friedrich Boser in seinem Atelier bei einer Porträtsitzung, Illustration von Wilhelm Severin nach einer Zeichnung von Wilhelm Camphausen aus Schattenseiten der Düsseldorfer Maler, 1845

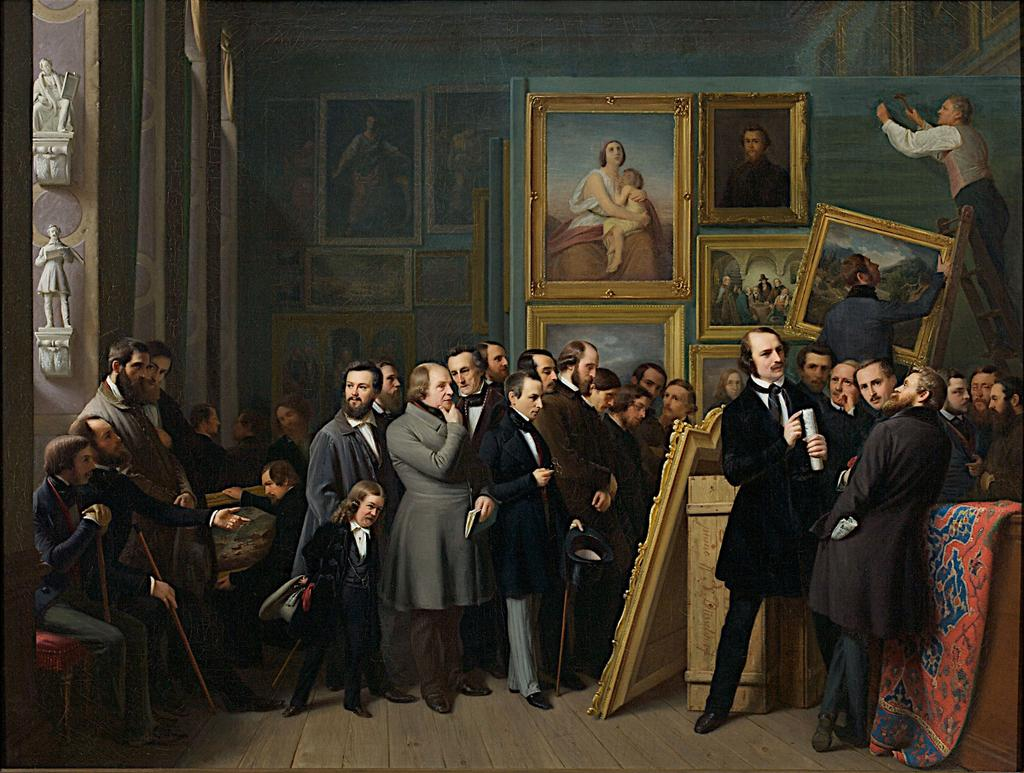
Die Bilderschau der Düsseldorfer Künstler im Galeriesaal, 1844 – darin auch das Selbstporträt Bosers als jene Person auf der rechten Bildseite, die zum Betrachter blickt

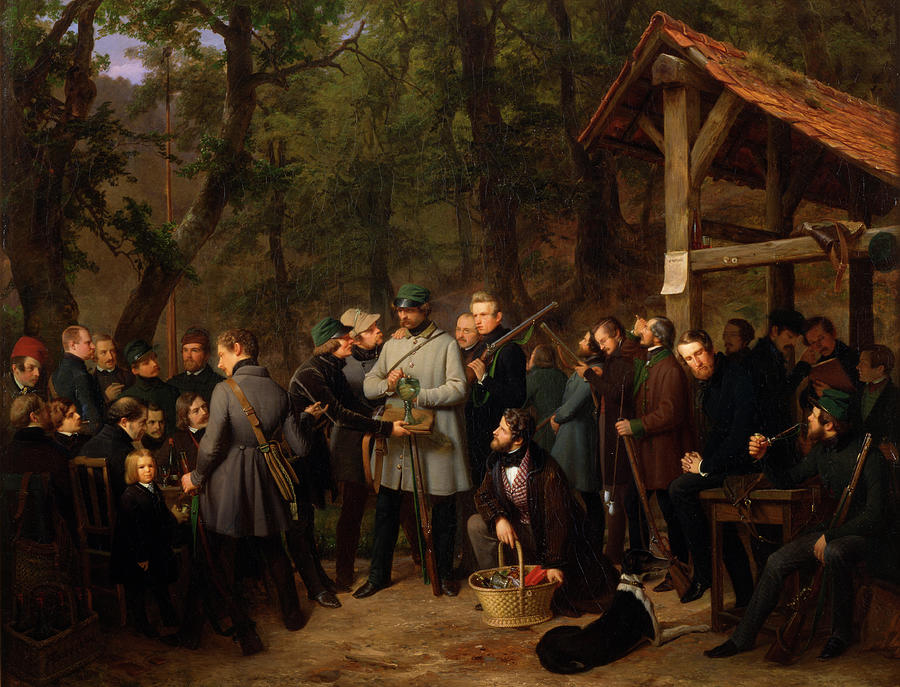
Das Vogelschießen der Düsseldorfer Künstler im Grafenberger Wald, 1844 – darin ein weiteres Selbstporträt Bosers als Zweiter von rechts

Karl Friedrich Adolf Boser, auch Carl Friedrich Adolf Boser (* 13. November 1809 in Halbau, Königreich Sachsen; † 28. Januar 1881 in Düsseldorf), war ein deutscher Genre- und Porträtmaler der Düsseldorfer Schule.  

## Leben
Boser besuchte zunächst die Akademien von Dresden (1826–1832) und Berlin (1834–1836). 1837/1838 bezog er die 2. Klasse der Historienmalerei an der Kunstakademie Düsseldorf. 1841 bis 1843 studierte er dort Genre- und Porträtmalerei, worin er sich fortan vorrangig betätigte.  Von 1848 bis 1881 war er Mitglied des Künstlervereins Malkasten. Engere Freundschaften verbanden ihn mit den Düsseldorfer Landschaftsmalern Andreas Achenbach und Carl Friedrich Lessing. Boser beschickte verschiedene Ausstellungen. Seine Gemälde wurden in London 1863 mit einer Preismedaille und 1871 und 1872 mit Bronzemedaillen ausgezeichnet. Viele seiner Bilder fanden ihren Weg in die Vereinigten Staaten, wo er 1881 in einem Nachruf zu den bekannten deutschen Genremalern gezählt wurde. Mitte der 1840er Jahre porträtierte der Maler Wilhelm Camphausen Friedrich Boser in seinem Atelier.

## Werk (Auswahl)
Bereits 1843 wurde Boser als wichtiger Genre- und Porträtmaler der Düsseldorfer Schule wahrgenommen. Boser legte Wert auf Feinmalerei und auf eine detaillierte Ausgestaltung der Sujets. Auch in literarischen Stoffen versuchte er sich. Besondere kunsthistorische Bedeutung haben seine Freundschaftsgalerien und die Bilder, die Ausschnitte aus dem sozialen Leben der Düsseldorfer Malerschule festhielten. Bei den Freundschaftsgalerien Bosers war der Porträtierte in ein Ritual einbezogen, indem dieser durch seine Unterschrift und eine Widmung seine Freundschaft beglaubigte.
- Freundschaftsgalerie von 57 Einzelbildnissen der Düsseldorfer Malerschule und ihren Freunden, 1835–1845, darin auch ein Selbstbildnis, um 1840 (Nr. 32), Museum Kunstpalast[7][8]
- Brustbild Rudolf von Schadow, 1841, Privatsammlung (Brione sopra Minusio)
- Brustbild Sophie von Schadow, 1842, Privatsammlung (Brione sopra Minusio)
- Freundschaftsgalerie von 26 Einzelbildnissen der Düsseldorfer Malerschüler und ihren Freunden, 1844, Stadtmuseum Düsseldorf[9]
- Die Bilderschau der Düsseldorfer Künstler im Galeriesaal, 1844, Stadtmuseum Düsseldorf[10][11][12]
- Das Vogelschießen der Düsseldorfer Künstler im Grafenberger Wald, 1844 (zusammen mit Carl Friedrich Lessing, 1849 ausgestellt zur Eröffnung der Düsseldorf Gallery New York), The New York Historical[13][14]
- Die beschenkte Braut, 1847[15]